# Ludwig Kirschner
Ludwig Kirschner (12 de junho de 1904 - 11 de fevereiro de 1945) foi um oficial alemão que serviu no Deutsches Heer durante a Segunda Guerra Mundial. Foi condecorado com a Cruz de Cavaleiro da Cruz de Ferro com Folhas de Carvalho.

## Condecorações
| Cruz de Ferro (1939) 2ª Classe                                   | 31 de dezembro de 1940 |
| Cruz de Ferro (1939) 1ª Classe                                   | 14 de setembro de 1941 |
| Distintivo de Feridos (1939) em Preto                            |                        |
| Distintivo de Feridos (1939) em Prata                            |                        |
| Distintivo de Feridos (1939) em Ouro                             |                        |
| Cruz de Mérito de Guerra com Espadas, 2ª Classe                  |                        |
| Distintivo da infantaria de assalto                              |                        |
| Medalha da Frente Oriental                                       |                        |
| Escudo da Crimeia                                                |                        |
| Distintivo de Honra do Exército                                  | 8 de fevereiro de 1942 |
| Cruz de Cavaleiro da Cruz de Ferro                               | 18 de janeiro de 1942  |
| Cruz de Cavaleiro da Cruz de Ferro com Folhas de Carvalho nº 135 | 28 de outubro de 1942  |